# Mistrzostwa Europy w Lekkoatletyce 1958 – bieg na 400 m mężczyzn
Bieg na dystansie 400 metrów mężczyzn był jedną z konkurencji rozgrywanych podczas VI Mistrzostw Europy w Sztokholmie. Biegi eliminacyjne zostały rozegrane 19 sierpnia, półfinałowe 20 sierpnia, a bieg finałowy 21 sierpnia 1958 roku. Zwycięzcą tej konkurencji został reprezentant Wielkiej Brytanii John Wrighton. W rywalizacji wzięło udział dwudziestu sześciu zawodników z osiemnastu reprezentacji.

## Rekordy
| Rekord świata     | Louis Jones (USA)       | 45,2 | Los Angeles, Stany Zjednoczone | 30.06.1956 |
| Rekord Europy     | Rudolf Harbig (GER)     | 46,0 | Frankfurt, Niemcy              | 12.08.1939 |
| Rekord mistrzostw | Ardalion Ignatjew (SUN) | 46,6 | Berno, Szwajcaria              | 27.08.1954 |

## Wyniki

### Eliminacje
Bieg 1
| Miejsce | Zawodnik        | Czas | Uwagi |
| ------- | --------------- | ---- | ----- |
| 1       | John Salisbury  | 47,8 | Q     |
| 2       | Csaba Csutorás  | 47,9 | Q     |
| 3       | René Weber      | 48,2 | Q     |
| 4       | Renato Panciera | 49,0 |       |

Bieg 2
| Miejsce | Zawodnik         | Czas | Uwagi |
| ------- | ---------------- | ---- | ----- |
| 1       | Carl Kaufmann    | 48,0 | Q     |
| 2       | Gerard Mach      | 48,3 | Q     |
| 3       | Traian Sudrigean | 48,4 | Q     |
| 4       | Mario Fraschini  | 49,0 |       |

Bieg 3
| Miejsce | Zawodnik            | Czas | Uwagi |
| ------- | ------------------- | ---- | ----- |
| 1       | Lennart Jonsson     | 48,3 | Q     |
| 2       | Michaił Nikolskij   | 48,3 | Q     |
| 3       | Stanisław Swatowski | 48,4 | Q     |
| 4       | Louis De Clerck     | 48,9 |       |

Bieg 4
| Miejsce | Zawodnik         | Czas | Uwagi |
| ------- | ---------------- | ---- | ----- |
| 1       | Alf Petersson    | 47,8 | Q     |
| 2       | Viktor Šnajder   | 47,9 | Q     |
| 3       | John Wrighton    | 47,9 | Q     |
| 4       | Michael Gialanze | 53,4 |       |

Bieg 5
| Miejsce | Zawodnik            | Czas | Uwagi |
| ------- | ------------------- | ---- | ----- |
| 1       | Karl-Friedrich Haas | 48,2 | Q     |
| 2       | Bruno Urben         | 48,4 | Q     |
| 3       | Pentti Rekola       | 48,4 | Q     |
| 4       | Jaroslav Jirásek    | 48,6 |       |
| 5       | Richard Stiger      | 49,0 |       |

Bieg 6
| Miejsce | Zawodnik           | Czas | Uwagi |
| ------- | ------------------ | ---- | ----- |
| 1       | Walentin Rachmanow | 48,1 | Q     |
| 2       | Bernard Dibonda    | 48,7 | Q     |
| 3       | Voitto Hellsten    | 48,9 | Q     |
| 4       | Wasilios Sylis     | 49,2 |       |
| 5       | Fahir Özgüden      | 49,8 |       |

### Półfinały
Półfinał 1
| Miejsce | Zawodnik            | Czas | Uwagi |
| ------- | ------------------- | ---- | ----- |
| 1       | John Wrighton       | 46,9 | Q     |
| 2       | Karl-Friedrich Haas | 47,5 | Q     |
| 3       | Bernard Dibonda     | 48,0 |       |
| 4       | Csaba Csutorás      | 48,0 |       |
| 5       | Pentti Rekola       | 48,1 |       |
| 6       | Gerard Mach         | 48,5 |       |

Półfinał 2
| Miejsce | Zawodnik           | Czas | Uwagi |
| ------- | ------------------ | ---- | ----- |
| 1       | John Salisbury     | 46,8 | Q     |
| 2       | Carl Kaufmann      | 47,2 | Q     |
| 3       | Voitto Hellsten    | 47,2 |       |
| 4       | Bruno Urben        | 47,5 |       |
| 5       | Lennart Jonsson    | 47,7 |       |
| 6       | Walentin Rachmanow | 48,5 |       |

Półfinał 3
| Miejsce | Zawodnik            | Czas | Uwagi |
| ------- | ------------------- | ---- | ----- |
| 1       | Stanisław Swatowski | 47,1 | Q     |
| 2       | Alf Petersson       | 47,4 | Q,    |
| 3       | René Weber          | 47,4 |       |
| 4       | Viktor Šnajder      | 47,5 |       |
| 5       | Traian Sudrigean    | 48,0 |       |
| 6       | Michaił Nikolskij   | 48,1 |       |

### Finał
| Miejsce | Zawodnik            | Czas | Uwagi |
| ------- | ------------------- | ---- | ----- |
| 1       | John Wrighton       | 46,3 | CR    |
| 2       | John Salisbury      | 46,5 |       |
| 3       | Karl-Friedrich Haas | 47,0 |       |
| 4       | Carl Kaufmann       | 47,0 |       |
| 5       | Alf Petersson       | 47,5 |       |
| 6       | Stanisław Swatowski | 47,8 |       |